# CHASE
CHASE, acronimo dell'inglese CHilean Automatic Supernova sEarch, è un programma di ricerca di supernove visibili nell'emisfero sud e coordinato dall'Università del Cile. 
Il programma ha avuto inizio nel 2007 e nel corso del 2008 ha scoperto 33 supernove, con una media di circa 2,5 supernove al mese.